# Indophenolblau
Indophenolblau ist ein Farbstoff aus der Gruppe der Chinoniminfarbstoffe. 

## Herstellung
Bei der Herstellung von Indophenolblau wird im ersten Schritt N,N-Dimethyl-1,4-phenylendiamin mit Iod oder Natriumpersulfat zum Chinondiimin oxidiert. Diese Zwischenstufe reagiert mit 1-Naphthol an der para-Position zur Hydroxy-Gruppe im Sinne einer elektrophilen aromatischen Substitution. Das resultierende Diarylamin wird im letzten Schritt zum Indophenol oxidiert:

## Verwendung
Die Reaktion einer wässrigen Lösung aus 1-Naphthol und N,N-Dimethyl-1,4-phenylendiamin dient als NADI-Reagenz zum biochemischen Nachweis des Enzyms Cytochrom c Oxidase (Oxidase-Test) in Bakterien und in der Histologie.